# ライアン・ビラーデ
- ライアン・ビレイド

ライアン・ジェームズ・ビラーデ（Ryan James Vilade, 1999年2月18日 - ）は、アメリカ合衆国テキサス州グレープバイン出身のプロ野球選手（外野手）。右投右打。MLBのシンシナティ・レッズ所属。
メディアによっては「ビレイド」と表記されることもある。

## 経歴

### プロ入りとロッキーズ時代
2017年のMLBドラフト2巡目（全体48位）でコロラド・ロッキーズから指名され、プロ入り。当時のポジションは遊撃手だった。契約後、傘下のパイオニアリーグのルーキー級グランドジャンクション・ロッキーズでプロデビュー。33試合に出場して打率.308、5本塁打、21打点、5盗塁を記録した。
2018年はA級アッシュビル・ツーリスツでプレーし、124試合に出場して打率. 274、5本塁打、44打点、17盗塁を記録した。
2019年はA+級ランカスター・ジェットホークスでプレーし、128試合に出場して打率.303、12本塁打、74打点、27盗塁を記録した。
2020年は新型コロナウイルスの影響でマイナーリーグの試合が開催されなかったため、公式戦の出場は無かった。
2021年からは外野手に転向した。シーズンでは5月のマイナーリーグ開幕からAAA級アルバカーキ・アイソトープスでプレーし、7月にはオールスター・フューチャーズゲームのナショナルリーグ選抜に選出された。9月18日にメジャー契約を結んでアクティブ・ロースター入りすると、同日のワシントン・ナショナルズ戦にて「7番・左翼手」で先発出場してメジャーデビュー。この年メジャーでは3試合に出場して6打数無安打だった。オフにはアリゾナ・フォールリーグに参加し、ソルトリバー・ラフターズに所属した。
2022年はルーキー級アリゾナ・コンプレックスリーグ・ロッキーズとAAA級アルバカーキでプレーし、2球団合計で102試合に出場して打率. 251、6本塁打、41打点、11盗塁を記録した。

### パイレーツ傘下時代
2022年11月9日にウェイバー公示を経てピッツバーグ・パイレーツへ移籍した。
2023年3月30日にDFAとなると、4月3日に傘下AAA級インディアナポリス・インディアンスに配属された。このシーズンはインディアナポリスで122試合に出場し、打率.271を記録した。オフにFAとなった。

### タイガース時代
2023年11月21日にデトロイト・タイガースとマイナー契約を結んだ。契約後は、その日のうちにAAA級トレド・マッドヘンズに配属された。
2024年5月7日にメジャー契約を結んで、アクティブロースター入りした。この年は3年ぶりにメジャーの公式戦に出場したものの17試合の出場に留まり8安打、1本塁打、5打点の成績で打率.178と振るわず、オフの11月4日にFAとなった。

### カージナルス時代
2024年11月28日にセントルイス・カージナルスとマイナー契約を結び、2025年のスプリングトレーニングに招待選手として参加することになった。また、同日中にAAA級メンフィス・レッドバーズに配属されている。5月31日にメジャー契約を結んでアクティブロースター入りした。6月12日にアンドレ・グラニーロの昇格に伴って、DFAとなった。

### レッズ時代
2025年6月14日にウェイバー公示を経て、シンシナティ・レッズに移籍した。

## 詳細情報

### 年度別打撃成績
| 年 度    | 球 団    | 試 合 | 打 席 | 打 数 | 得 点 | 安 打 | 二 塁 打 | 三 塁 打 | 本 塁 打 | 塁 打 | 打 点 | 盗 塁 | 盗 塁 死 | 犠 打 | 犠 飛 | 四 球 | 敬 遠 | 死 球 | 三 振 | 併 殺 打 | 打 率 | 出 塁 率 | 長 打 率 | O P S |
| -------- | -------- | ----- | ----- | ----- | ----- | ----- | -------- | -------- | -------- | ----- | ----- | ----- | -------- | ----- | ----- | ----- | ----- | ----- | ----- | -------- | ----- | -------- | -------- | ----- |
| 2021     | COL      | 3     | 7     | 6     | 0     | 0     | 0        | 0        | 0        | 0     | 0     | 0     | 0        | 0     | 0     | 1     | 0     | 0     | 1     | 0        | .000  | .143     | .000     | .143  |
| 2024     | DET      | 17    | 49    | 45    | 5     | 8     | 0        | 0        | 1        | 11    | 5     | 0     | 0        | 1     | 1     | 2     | 0     | 0     | 12    | 2        | .178  | .208     | .244     | .452  |
| 2025     | STL      | 7     | 15    | 13    | 1     | 1     | 0        | 0        | 0        | 1     | 0     | 0     | 0        | 0     | 0     | 2     | 0     | 0     | 5     | 1        | .077  | .200     | .077     | .277  |
| MLB：2年 | MLB：2年 | 20    | 56    | 51    | 5     | 8     | 0        | 0        | 1        | 11    | 5     | 0     | 0        | 1     | 1     | 3     | 0     | 0     | 13    | 2        | .157  | .200     | .216     | .416  |

- 2024年度シーズン終了時

### 年度別守備成績
一塁守備
| 年 度 | 球 団 | 一塁（1B） | 一塁（1B） | 一塁（1B） | 一塁（1B） | 一塁（1B） | 一塁（1B） |
| 年 度 | 球 団 | 試 合      | 刺 殺      | 補 殺      | 失 策      | 併 殺      | 守 備 率   |
| ----- | ----- | ---------- | ---------- | ---------- | ---------- | ---------- | ---------- |
| 2024  | DET   | 1          | 2          | 0          | 0          | 0          | 1.000      |
| MLB   | MLB   | 1          | 2          | 0          | 0          | 0          | 1.000      |

外野守備
| 年 度 | 球 団 | 左翼（LF） | 左翼（LF） | 左翼（LF） | 左翼（LF） | 左翼（LF） | 左翼（LF） | 中堅（CF） | 中堅（CF） | 中堅（CF） | 中堅（CF） | 中堅（CF） | 中堅（CF） | 右翼（RF） | 右翼（RF） | 右翼（RF） | 右翼（RF） | 右翼（RF） | 右翼（RF） |
| 年 度 | 球 団 | 試 合      | 刺 殺      | 補 殺      | 失 策      | 併 殺      | 守 備 率   | 試 合      | 刺 殺      | 補 殺      | 失 策      | 併 殺      | 守 備 率   | 試 合      | 刺 殺      | 補 殺      | 失 策      | 併 殺      | 守 備 率   |
| ----- | ----- | ---------- | ---------- | ---------- | ---------- | ---------- | ---------- | ---------- | ---------- | ---------- | ---------- | ---------- | ---------- | ---------- | ---------- | ---------- | ---------- | ---------- | ---------- |
| 2021  | COL   | 2          | 3          | 0          | 0          | 0          | 1.000      | -          | -          | -          | -          | -          | -          | -          | -          | -          | -          | -          | -          |
| 2024  | DET   | 10         | 14         | 0          | 0          | 0          | 1.000      | 3          | 2          | 0          | 0          | 0          | 1.000      | 7          | 14         | 0          | 0          | 0          | 1.000      |
| MLB   | MLB   | 12         | 17         | 0          | 0          | 0          | 1.000      | 3          | 2          | 0          | 0          | 0          | 1.000      | 7          | 14         | 0          | 0          | 0          | 1.000      |

- 2024年度シーズン終了時

### 記録
MiLB
- オールスター・フューチャーズゲーム選出：1回（2021年）

### 背番号
- 31（2021年）
- 50（2024年）
- 13（2025年 - 同年6月10日）